# 燃え上がる風車の前の騎兵戦
『燃え上がる風車の前の騎兵戦』（もえあがるふうしゃのまえのきへいせん、独: Reitergefecht vor der brennenden Windmühle, 英: Cavalry Battle in front of a Burning Mill）は、17世紀オランダ黄金時代の画家フィリップス・ワウウェルマンが1655-1660年ごろ、キャンバス上に油彩で制作した風景画である。画面下部左側に「PHILS. W.」という画家の署名がモノグラムで記されている。作品は1749年にピエール・クロザのコレクションからル・ルー (Le Leu) により購入され、アウグスト2世 (ポーランド王) のコレクションに入った。現在、ドレスデンのアルテ・マイスター絵画館に所蔵されている。

## 作品
フィリップス・ワウウェルマンは非常に多作な画家で、約600点の作品が現存している。彼は質の高い絵画を求める収集家たちの嗜好をいち早く見抜き、ヨーロッパ中で人気を博したが、大作はほとんど描かず、小型の作品中に装飾的な戦闘場面や鍛冶屋、宿屋、狩猟の場面を表した。
ワウウェルマンが生活と制作の場としたハールレムは軍事と風俗の光景で知られた都市で、その影響が彼の風景画や風俗画に認められる。彼が描いた主題は歴史的事件ではない。また、オランダ軍の戦闘やそれを賛美する要素を表現したわけでもない。しかし、彼の兵士の描写は詳細で、歴史的に正確である。
ワウウェルマンは馬を描く画家としてオランダの画家の中で最も成功を収めたが、本作も彼の馬を描く能力を示している。疾走し、前脚を上げ、傷つき地に倒れ、死ぬ馬たちが見える。闘う兵士を乗せたものも、そうでないものもいる。川辺での騎兵戦は今や最高潮である。背後の岩の上の高台では、風車とそのほかの建物が炎上している。銃口から立ち上る濃い煙が緊迫した情景の効果的な背景となっており、そこから発する光が出来事の劇的効果を高めている。